# Verdrag van Londen (1839)
Het Verdrag van Londen van 19 april 1839, ook bekend (niet helemaal correct) als het Verdrag der XXIV Artikelen, betekende de definitieve internationale erkenning van de Belgische onafhankelijkheid en legde ook de grenzen vast. 

## De XXIV artikelen

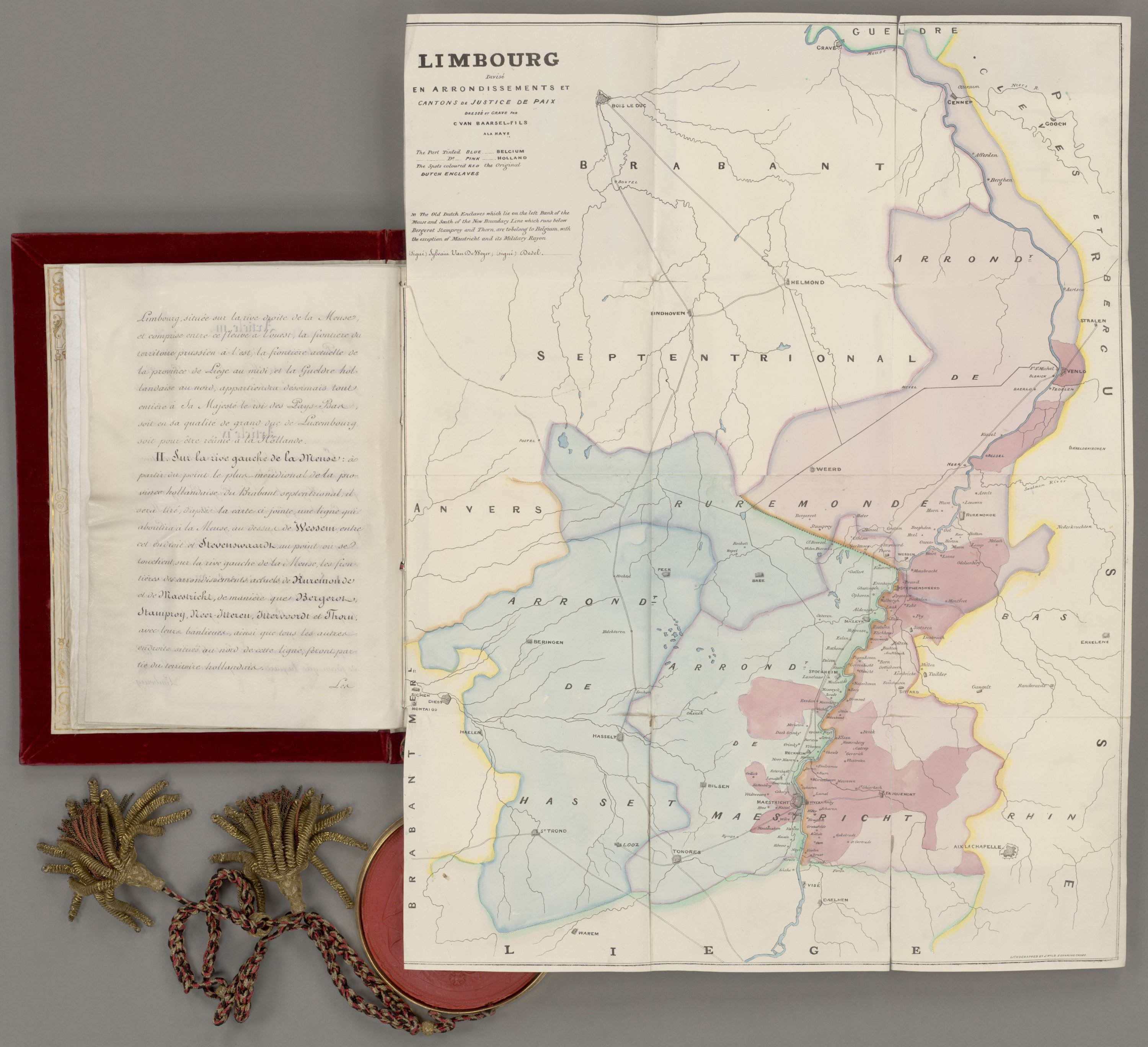
Pagina uit het Scheidingsverdrag met België

Na de Belgische Revolutie kon het nieuwe België op 27 juni 1831, ondanks het scepticisme van de Conferentie van Londen, een tamelijk gunstig ontwerpverdrag bekomen van de mogendheden, bekend als het Verdrag der XVIII Artikelen. Het ontwerpverdrag was na veel discussie op 9 juli door het Nationaal Congres aanvaard en weinige dagen later had Leopold I de grondwettelijke eed als koning afgelegd. Willem I weigerde deze voorwaarden te aanvaarden en opende de vijandelijkheden. Van 2 tot 12 augustus 1831 vond de Tiendaagse Veldtocht plaats, die de kwetsbaarheid van het nieuwe koninkrijk onderstreepte. 
Als gevolg hiervan werden nieuwe onderhandelingen opgelegd door de mogendheden, die heel wat minder gunstig waren voor België. Dit werd het Verdrag der XXIV Artikelen dat, opnieuw na heftige debatten, einde 1831 door het Belgisch parlement werd aanvaard. De mogendheden (Verenigd Koninkrijk, Frankrijk, Oostenrijk, Pruisen en Rusland) betuigden hun akkoord en zes partijen gingen op 15 november over tot ondertekening. Alleen Willem I verwierp het, met als gevolg dat de status quo behouden bleef en België in het feitelijk bezit bleef van geheel Limburg (met uitzondering van Maastricht - zie Blokkade van Maastricht) en geheel Luxemburg (met uitzondering van de Vesting Luxemburg in handen van Pruisen).
Op 14 maart 1838 liet Willem I aan de Conferentie in Londen weten dat hij zich nu toch bij het verdrag neerlegde. Hij had niet meer de illusie dat hij België nog zou kunnen herwinnen en hij kreeg in Nederland grote kritiek over de hoge kosten die het onderhouden van een leger-op-oorlogsvoet met zich meebracht. Leopold I en de Belgische regering probeerden nog de betwiste gebieden af te kopen, maar de mogendheden bleven onwrikbaar. Enkel over de staatsschuld en de Scheldetol werden de XXIV artikelen nog aangepast, de territoriale regeling bleef onveranderd. Na woelige, zelfs dramatische debatten in de Kamer, volgde op 19 maart 1839 de stemming: 59 Kamerleden stemden voor aanvaarding en 42 voor verwerping van het verdrag.
Op 19 april 1839 volgde de ondertekening in Londen: Maastricht met Oost-Limburg en Oost-Luxemburg kwamen niet bij België.
Andere gevolgen van het Verdrag waren:
- België was nu internationaal erkend en werd ook door Nederland erkend.
- De binnenlandse Belgische politiek werd voortaan niet meer beheerst door de solidariteit tegenover de vijand, het zogenaamde unionisme; de politieke tegenstellingen tussen 'groenen' en 'rijpen' (in moderne termen: tussen progressieven en conservatieven) of tussen klerikalen en liberalen, kwamen volop aan bod.
- Het 'orangisme' had geen reden van bestaan meer en verdween stilaan.

## Inhoud
Het verdrag hield onder meer in:
- Nederland erkende (net als de andere landen) de onafhankelijkheid van België.
- België moest het oostelijk deel van Limburg weer afstaan aan Nederland, het kreeg het statuut van hertogdom binnen de Duitse Bond.
- België kreeg het recht op de IJzeren Rijn, een spoorverbinding door het pas in het leven geroepen Nederlands-Limburg.
- In artikel IX onder paragraaf 3 en 4 werd de vrije toegang geregeld vanuit Antwerpen naar de Rijn. Dit is de basis van het latere Schelde-Rijnverdrag en dit deel van het verdrag had tot gevolg dat het kanaal door Zuid-Beveland werd gegraven vanwege de afdamming van het Kreekrak met een spoordijk. De huidige Schelde-Rijnverbinding volgt bijna dezelfde route als voor het verdrag.
- België moest neutraal blijven (artikel 7).
- België verkreeg het Franstalige westelijk deel van Luxemburg en het Land van Aarlen; het oostelijk deel bleef als groothertogdom via regerende leden van het huis Oranje in een personele unie verbonden met Nederland. Heel Luxemburg had nog het statuut van zelfstandig groothertogdom binnen de Duitse Bond. De Luxemburgse geschiedenis zal dus eerder zeggen dat het westelijk deel aan België werd afgestaan. De verdeling geldt als de Derde deling van Luxemburg. Een rompstaat bleef over, met ongeveer een derde van het oorspronkelijke grondgebied met de helft van de bevolking[1] in personele unie met het Koninkrijk der Nederlanden onder koning-groothertog Willem I (en vervolgens Willem II en Willem III). Deze regeling werd later vastgelegd in het Verdrag van Londen (1867),[2] bekend als het 'Tweede Verdrag van Londen' naar analogie van het verdrag van 1839. De personele unie eindigde met de dood van koning-groothertog Willem III op 23 november 1890, omdat hij geen mannelijke nazaten bezat. Het Groothertogdom vererfde in de mannelijke lijn.[3]
- Groot-Brittannië en Pruisen garandeerden de neutraliteit en veiligheid van België.
- Inwoners van België en Nederland kregen de vrije keuze tot welke nationaliteit zij wensten te behoren.
- Nederland wilde niet dat België zeggenschap kreeg over de Westerschelde en behield Zeeuws-Vlaanderen.
- Nederland moest wel de toegang tot de haven van Antwerpen via de Westerschelde garanderen en het onderhoud ervan toestaan.
- Een voor België nogal ongunstige verdeling van de staatsschuld moest er worden bijgenomen.

## Gevolgen

### Naam van het Koninkrijk der Nederlanden
Geschiedkundigen leggen bij het inwerkingtreden van het verdrag de grens tussen de ontbinding van het Verenigd Koninkrijk der Nederlanden en de oprichting van het Koninkrijk der Nederlanden. In werkelijkheid was er geen sprake van hernoeming en heette het land altijd al Koninkrijk der Nederlanden. De thans gebruikte terminologie heeft en had derhalve slechts een beschrijvende functie, van enige juridische waarde was geen sprake.

### Eerste Wereldoorlog
Toen de Duitsers op 4 augustus 1914 België binnenvielen en daarmee zijn neutraliteit schonden, hielden de Britten vast aan hun garantie en verklaarden zij conform de casus foederis het Duitse Keizerrijk de oorlog. Hierna begon de Eerste Wereldoorlog.
De Britse ambassadeur had de Duitse kanselier Theobald von Bethmann Hollweg meegedeeld dat het Verenigd Koninkrijk Duitsland de oorlog zou verklaren bij een schending van de neutraliteit van België. De kanselier riep dat hij niet kon geloven dat Groot-Brittannië de oorlog zou verklaren vanwege un chiffon de papier (...een vod papier).
Voor de Britten telden andere argumenten zwaar: Duitsland mocht met zijn groeiende marine de zeehavens van België niet in bezit krijgen. Op 2 augustus 1914 had keizer Wilhelm II generaal Helmuth von Moltke tevergeefs gevraagd om van de invasie van België af te zien om Groot-Brittannië buiten de oorlog te houden.

### IJzeren Rijn
Nadat de IJzeren Rijn heel wat jaren ongebruikt was gebleven, wilde België deze verbinding tussen de Antwerpse haven en het Ruhrgebied eind 20e eeuw weer in gebruik nemen. Nederland was hier tegen. De uitspraak van het Permanent Hof van Arbitrage van 24 mei 2005 stelde België op basis van het verdrag in het gelijk, waardoor de spoorlijn weer geopend moet worden.

### Westerschelde
Een uitwerking van het verdrag is het Scheldetractaat, waarmee het loodsen op de Westerschelde werd geregeld.
Begin maart 2005 sloten Nederland en Vlaanderen een verdrag over het uitdiepen van de Westerschelde. Vanwege juridische bezwaren die door de Nederlandse Raad van State moesten worden opgelost bleef de uitvoering, tot frustratie in Vlaanderen en België, lange tijd achterwege. Door een uitspraak in januari 2010 waarbij de klagers werden afgewezen, konden de werkzaamheden (voornamelijk baggerwerken) worden begonnen.

## Wetenswaardig
- Kamerlid Bekaert kreeg tijdens het woelige debat over de goedkeuring van het verdrag een dodelijk beroerte.